# Tactel
Tactel AB, svenskt utvecklings- och konsultföretag inom telekombranschen med cirka 80 anställda. Huvudkontoret ligger i Malmö och andra kontor finns i Stockholm och Umeå.